# Předklášteří
Předklášteří (deutsch Vorkloster) ist eine Gemeinde in Tschechien. Sie liegt 20 Kilometer nordwestlich des Stadtzentrums von Brno an der Einmündung der Loučka in die Svratka und gehört zum Okres Brno-venkov. Der Ort ist für das Kloster Porta Coeli bekannt.

## Gemeindegliederung
Die Gemeinde Předklášteří besteht aus den Ortsteilen Předklášteří und Závist.

## Bilder

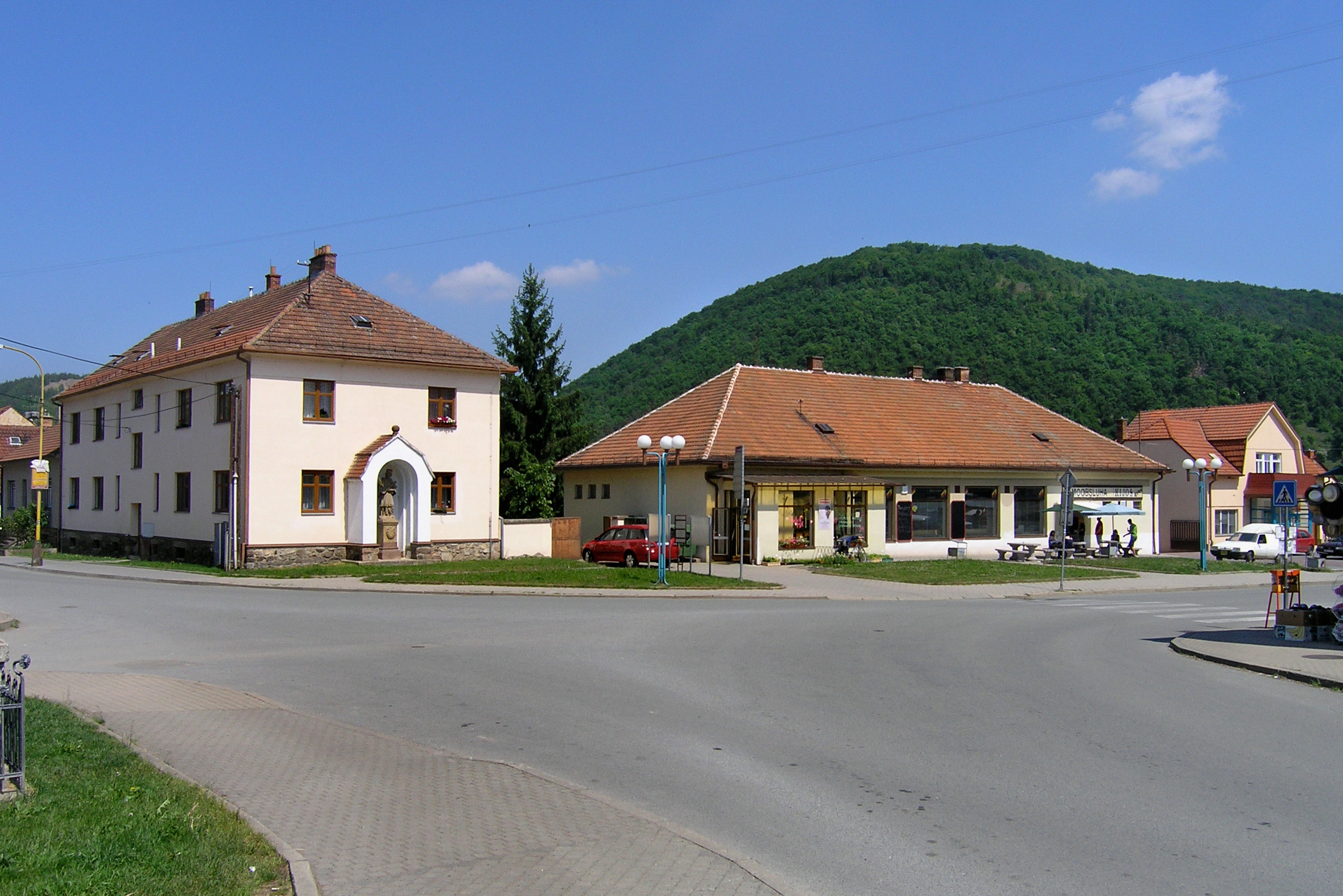
Komenský-Straße
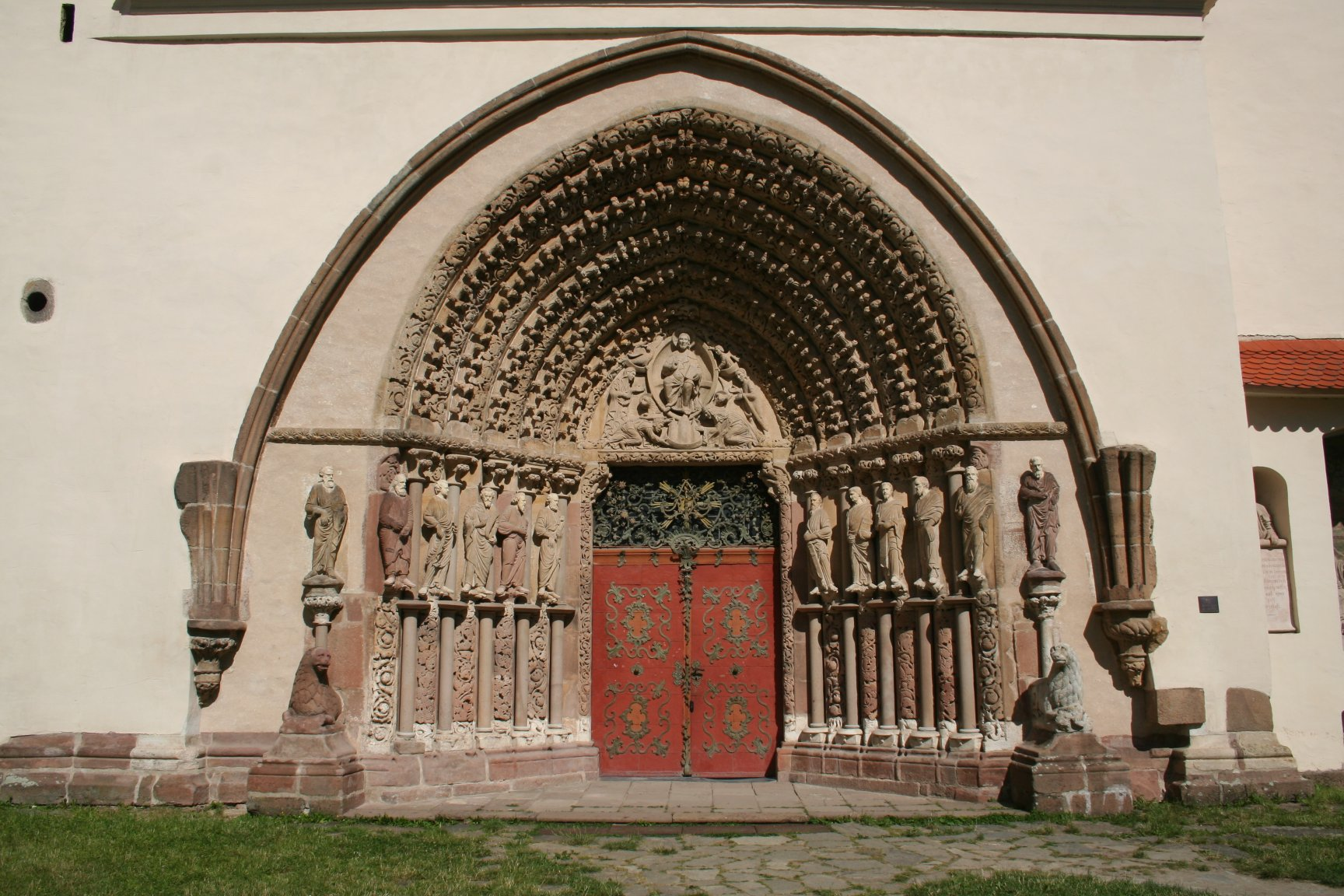
Portal des Klosters Porta Coeli
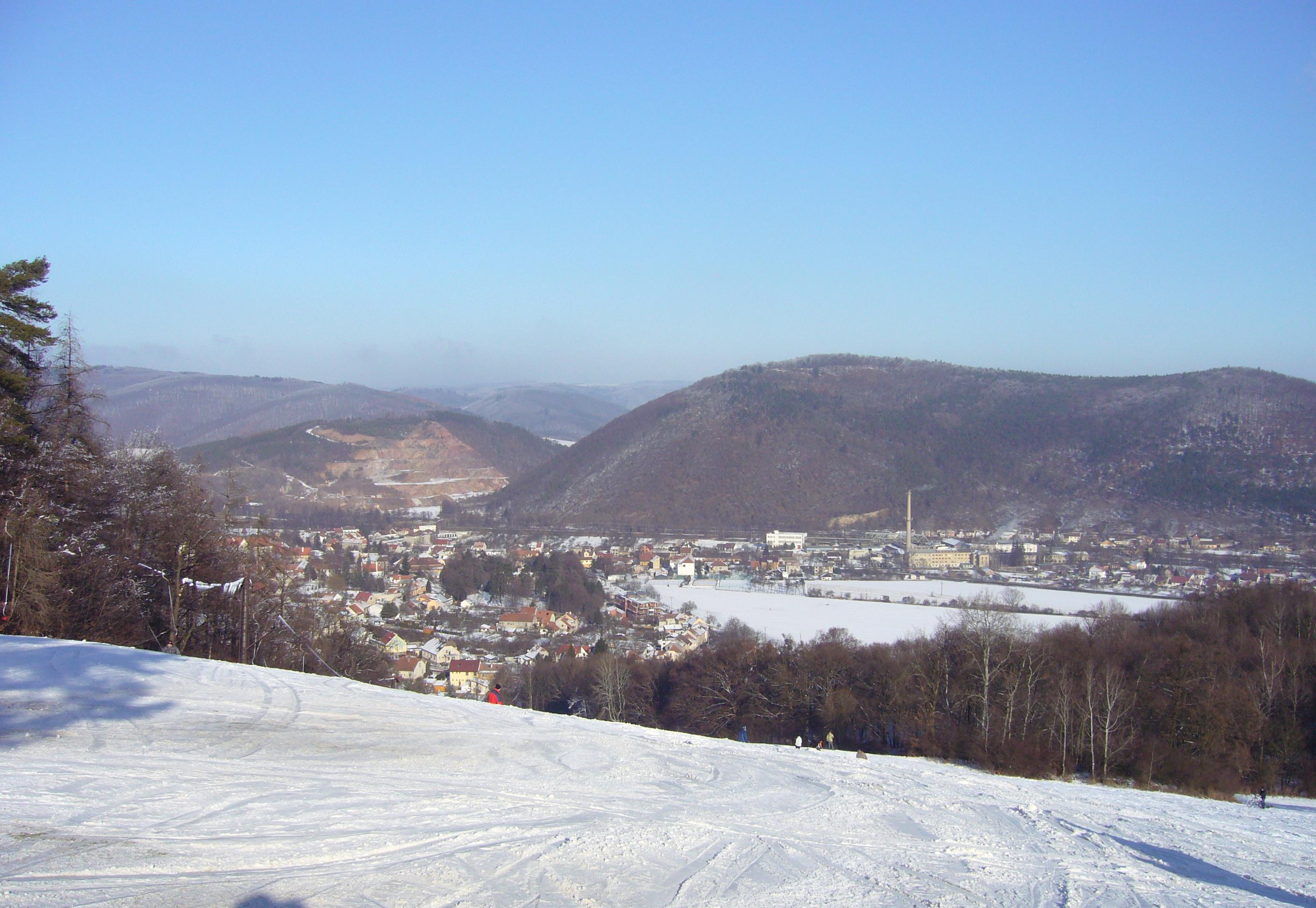
Im Winter